# Matvej Platov
Matvej Ivanovitsj Platov (Russisch: Матвей Иванович Платов) (Pribiljanskoje, 8 augustus 1753 – nabij Taganrog, 3 januari 1818) was een Russisch generaal gedurende de Coalitieoorlogen en tevens is hij de stichter van de stad Novotsjerkassk.

## Biografie
Platov werd geboren in Pribiljanskoje en begon zijn carrière bij de Don-Kozakken in 1766. Drie jaar later ontving hij zijn eerste bevordering. Nadat hij zich had onderscheiden tijdens een militaire campagne in de Krim werd hij gepromoveerd tot commandant van een regiment. In de jaren tussen 1774 en 1782 diende hij onder Aleksandr Soevorov. In de jaren die daar op volgden wist hij zich meerdere malen te onderscheiden en ontving hij verschillende onderscheidingen en promoties. In 1793 werd hij majoor-generaal.
Onder tsaar Paul I raakte hij uit de gratie en werd hij verbannen naar Kostroma. Toen de onschuld van Platov werd bewezen werd de generaal weer in genade aangenomen door de tsaar. In 1800 werd hij belast met het commando over het Russisch leger dat India binnen moest vallen. Ondanks de mislukking van de campagne werd hij benoemd tot Luitenant-Generaal van de Don-Kozakken. Toen Alexander I in 1805 tsaar werd benoemde hij Platov tot Ataman van de Don-Kozakken.
In de jaren die daarop volgde vocht Platov tegen de Fransen bij Eylau en Friedland. Ook tijdens de veldtocht van Napoleon naar Rusland had hij een belangrijke rol tijdens de slag bij Borodino. Voor zijn verdiensten werd Platov later dat jaar opgenomen in de adelstand. Na de oorlog vergezelde hij tsaar Alexander I naar Londen waar Platov eveneens werd geëerd voor zijn wapenfeiten. Daarna keerde hij terug naar Rusland waar hij zich installeerde in Novotsjerkassk. In 1818 overleed hij nabij Taganrog en werd hij begraven in de Hemelvaartkathedraal van Novotsjerkassk.